# Кричильськ
Кричи́льськ — село в Україні, у Сарненській міській громаді Сарненського району Рівненської області. Населення становить 2 834 осіб.

## Походження назви
Існує декілька версій щодо походження назви села, найвірогідніша з них пов'язана зі словом «перекрики», що походить від слова «перекрикуватись», «кричати». В основі переказу також покладені події, пов'язані з наступом татар до країн Південно-Східної Європи. Для того, щоб зненацька не бути захопленими чужинцями і не потрапити в рабство, жителі села почали будувати сторожові вежі, які по-місцевому називались «перекриками». Будувались ці вежі досить високими, щоб можна було бачити навіть з-за верховіть найвищих дерев. Проте не тільки бачити, але й чути, тому вежі-перекрики будувались на малій відстані одна від одної, щоб той, хто вартував на одній вежі, міг почути крик про небезпеку іншого чергового. Наступний сигнал криком передавався ще іншому, і так далі. Таким чином, від слів «перекрикуватись», «кричати» село Кричильськ дістало свою історичну назву.

## Герб
У золотому щиті лазуровий перев'яз зліва, що супроводжується зверху червоною мурованою золотом стінозубчастою сторожовою вежею, а знизу — зеленою ялиною.

## Історія
Територія сучасного села була заселена вже в часи Київської Русі. Поблизу Кричильська виявлено давньоруське городище.
Перша письмова згадка про Кричильськ датується 1562 роком. Тоді село перебувало у складі Литовського князівства. Тут був замок, у якому переховувались місцеві жителі під час нападів татар. Існує декілька легенд, які розповідають про напади монголо-татар на територію села.

### XVI—XIX століття
Після Люблінської унії Кричильськ перебував у складі Степанської волості Луцького повіту Волинського воєводства Речі Посполитої. Згідно з податковими реєстрами 1583 року в ньому налічувалося 50 димів, а в 1629 році — 127 димів.
У XVI — І половині XVII ст. Кричильськ належав князям Острозьким. У селі знаходився один з дев'яти фільварків Степанського ключа. Селяни-кріпаки займалися землеробством, розводили свиней і птицю. Щороку вони здавали князеві данину — баранів, ялівок, гусей, каплунів. Селяни не тільки сплачували натуральні і грошові повинності, але й працювали на феодала по 2—5 днів щотижня, іноді кожного дня після полудня або «коли накажуть». Тяглові піддані платили по 1 злотому «порохове» та сторожове, давали по 2 курки, 1 гусці.
Після об'єднання Правобережної України з Росією Кричильськ перебував у складі Волинського намісництва, а з 1797 року — Волинської губернії Російської імперії.
Селом, навколишніми лісами, полями, луками володіли поміщики. Вони торгували і землею, і людьми — у березні 1808 року частину Кричильська купив граф С. Ворцель. За участь С. Ворцеля у польському повстанні 1831 року царська влада конфіскувала його маєток, який деякий час здавався в оренду, а потім був проданий іншому поміщику.
З цим періодом історії в селі Кричильськ також пов'язані легенди «Гало», «Корабельське».
З історичних джерел дізнаємося, що під час Північної війни між Росією і Швецією шведи зупинилися в містечку Степань. Російські війська на той час перебували в Острозі, Великих Межирічах, Дубні. Після взяття Гродного в Степань прибув Карл XII. Тут у католицькому костьолі він був на богослужінні. Якщо вірити переказам, то шведський король був певний час і в Кричильську.
За даними 1845 року, у Кричильську діяла суконна мануфактура, на якій працювала частина кріпаків. Інші кріпаки орендували землю за третій сніп, працювали на лісорозробках, сплавляли ліс по річках. У 1850 році в селі сталося заворушення селян, викликане запровадженням інвентарних правил.
Селянська реформа 1861 року не принесла селянам очікуваних змін. 3 введенням у дію уставної грамоти 1154 десятини поміщицької землі підлягали розподілу між селянами. В середньому на ревізьку душу припадало трохи більше 3 десятин землі. Поступово найкращі землі опинилися в руках заможних селян. 3 кожним роком зростала кількість пролетаризованих господарств. Мізерні наділи, коли підростали діти, доводилося ділити на кілька частин і сплачувати за них податки. Селяни не мали чим обробляти свою землю — у переважної більшості не було коней.
Внаслідок реформи селяни втратили право на паливо й будівельний матеріал, які вони раніше діставали з лісу. Лише раз на тиждень і за відповідну плату вони могли отримати з панського лісу трохи гілля або хмизу. 13 травня 1861 року поміщицький наглядач тяжко побив Михайла Линя за те, що той узяв без дозволу кілька жердин.
Тяжкі умови життя сприяли поширенню захворювань, епідеміям. За статистичними даними, 1895 року в Кричильську народилося 123 дитини, вмерло 153. У серпні — вересні наступного року від холери вмерло 97 чоловік.
Сільська школа існувала з 1860 по 1877 рр. (з 1864 р. перейменована на церковно-парафіяльну) на кошти селян. Учнів нараховувалось близько 50 чоловік. Вчителем був Кіндрат Діонісів Нестерук (вахмістр). Школу закрито 1877 року мировим посередником Карвасовським, аби підтримати міністерську школу в Степані. Лише 1890 року в селі було відкрито церковно-парафіяльну школу, де вчилося 30 дітей. Основна маса населення залишалася неписьменною.
У 1885 році, (закладена 11 квітня 1877 р.) була побудована церква Покрови Пресвятої Богородиці в селі на кошти парафіян на місці старої дерев'яної церкви, побудованої в середині XVIII ст. «Земля під церковним погостом 589 саж., садиба з городом 4 дес. 1, 124 саж., орної 21 дес. 850 саж., сіна 12 дес. 870 саж., непридатної 294 саж., всього 1, 328 саж. Церква володіє двома рибними озерами (Прогнойщина і Сутець), а також правом вільного без міри черги помолу хліба в місцевих млинах.»[джерело?]
За поміщика Станіслава Ворцеля надано право користуватися бортями для бджільництва на островах Запілля і Задерев'я. Для священика хата і господарчі споруди нові, збудовані в 1886 р. Степанською економією.
За всеросійським переписом 1897 року, у Кричильську проживало 1489 чоловік. Дві третини селян були бідняками, майже половина — безкінними. Тільки прямих податків селяни платили 2 крб 23 коп. в середньому з кожної десятини. Були ще т. зв. посередні податки — на сіль, сірники, гас та ін. Тому часто селяни йшли працювати на винокурний завод (збудований 1851 року), річкову пристань, лісорозробки, сплав лісу. В дореволюційні часи на весь Кричильськ чоботи були лише у попа та в шинкаря, вони давали їх за гроші напрокат під час весілля і хрестин.
Бував у Кричильську у 90-х роках XIX ст. і описував його російський письменник О. I. Купрін.

### Перша третина XX століття
У 1916 — 1917 рр. у селі розташовувались російські війська 5-го кавалерійського корпусу. Від революційно налаштованих солдатів селяни дізнавалися про події в Росії, боротьбу проти самодержавства. Радісно зустріли трудящі села звістку про Лютневу революцію. Після Жовтневого перевороту 1917 року селяни Кричильська почали ділити між собою поміщицьку землю, рубати ліс.
У січні 1918 року в Кричильську розпочалась перша радянська окупація. Органом її в селі був ревком, який очолював бідняк I. Ф. Левчун. Ревком організовував репресії проти незгодних.
Наприкінці лютого Кричильськ звільнили австро-німецькі війська. У червні 1918 року більшовики знову окупували село. У грудні 1918 року село знову повернули під контроль війська УНР.
У серпні 1919 року село захопили польські війська. На початку липня 1920 року Кричильськ захопили більшовики 173-ї бригади 12-ї армії, але вже у вересні село знову захопили поляки.
Після 1921 року, коли територія Західної України відійшла до Польщі, Кричильськ перебував у складі Степанської гміни Костопільського повіту Волинського воєводства. За даними на 30 вересня 1921 р. в селі було 323 будинки, 1909 жителів.
У той час, коли переважна більшість селянських господарств Кричильська мала в середньому по 1,5—2 га землі (це мало для того, щоб прогодувати родину), польські власті оселили в Кричильську осадників. Вони одержали по 30—40 га землі, допомогу насінням, будівельними матеріалами. Сільська біднота у пошуках роботи йшла у Сарни, Костопіль, Рівне.
У Кричильську була лише одна початкова школа. Попри те, що в ній навчалося 55 дітей українців і 4 поляки, викладання велося польською мовою, для української мови відводилась одна година на тиждень. У 1927 році на утримання школи було витрачено 318 злотих, війт одержав 3702 злоті, збирач податків за чотири місяці — 1200 злотих.
Напередодні 1 травня 1925 року відбувся загальносільський страйк. Для придушення страйку прибув загін поліції з містечка Степані. Почалися арешти, багатьох затриманих було відправлено до тюрми в Рівне. Д. М. Харечка, I. К. Красовського пізніше відправили з ровенської тюрми до концтабору «Береза Картузька».
Значна частина селян у березні 1928 року бойкотувала вибори до сенату і сейму. У виборчому окрузі № 182, до якого належав і Кричильськ, із загальної кількості осіб, які мали право голосу, 41 % не голосував.

### Радянський період
17 вересня 1939 року частини Червоної Армії вступили в Кричильськ. Було створено сільський комітет, який очолив селянин В. 3. Пентило. 22 жовтня відбулися вибори до Народних Зборів Західної України. На підставі декларацій, прийнятих Народними Зборами, сільський комітет конфіскував 1200 га поміщицької та церковної землі і безплатно передав її селянам. Комісія розподілила серед бідняків також худобу і майно багатіїв.
Згідно з новим адміністративно-територіальним поділом, проведеним у січні 1940 року, у Кричильську організувалася сільська рада, депутатів якої було обрано таємним голосуванням у грудні 1940 року. Вперше до органу влади було обрано жінок. У січні 1941 року Кричильськ увійшов до Степанського району.
У квітні 1941 року в селі створено колгосп, головою якого селяни обрали С. Д. Наливайка. Незабаром організувався ще один колгосп — ім. 8 Березня, який очолив колишній бідняк Н. М. Бородавка. Безкорівним колгоспникам і бідняцьким селянським господарствам для купівлі великої рогатої худоби надано позику з виділених державою для Степанського району 20 250 крб кредиту.
Було відкрито медпункт у селянській хаті. Медичну допомогу безплатно надавав фельдшер. 1 жовтня 1939 року в Кричильську відкрили початкову школу з українською мовою викладання. В ній вчилося 178 дітей. Запрацювали хата-читальня, школа ліквідації неписьменності для дорослих. Заходи радянської влади супроводжувались репресивними методами, зокрема незгодних політикою радянської влади виселяли до Сибіру, інші віддалені регіони.
27 червня 1941 року Кричильськ окупували гітлерівські війська, які закрили школу, хату-читальню, дограбували колгосп і майно жителів села. Вони вивезли з села на роботу до Німеччини 30 юнаків і дівчат. Селяни відмовлялись працювати в організованому окупантами господарстві («лігеншафт»), ховали від них зерно, худобу, молоко та інші продукти, допомагали переховуватися тим, кого переслідували нацисти. 16 жителів вступили до партизанських загонів, серед них А. Ф. Мануїльчик, М.0. Шабак, П. А. Банацький та ін. Коли 12 січня 1944 року Кричильськ визволили частини 181-ї стрілецької дивізії 13-ї армії, 50 жителів пішли на фронт. 41 чоловік загинув у боях. Жителі Кричильська здали у фонд Червоної Армії близько 1 тис. ц хліба, понад 500 ц м'яса, 30 тис. крб грішми.
22 січня 1943 року на хуторі Поляна поблизу села відбувся крайовий збір ОУН(б), приурочений святкуванню Дня Злуки, у якому брали участь полковник УПА «Еней» і провідник УПА-Північ «Дубовий» (Іван Литвинчук).
23 січня 1943 року, на цьому ж хуторі, військовий референт Сарненського окружного проводу ОУН(б) Григорій Перегірняк («Коробка») об'єднує декілька відділів у першу сотню і вишколює її для атаки на німецьку залогу в м. Володимирець, яка успішно була проведена на початку лютого 1943 р..
Частина учасників УПА загинула, частина була засуджена до концтаборів смерті. На території села 28 учасників загинуло у боротьбі з російськими окупантами, ще 28 учасників було засуджено до концтаборів смерті, лише 4 вдалося уникнути арештів, дехто загинув при загадкових обставинах, повних відомостей немає.
1944 року відновила роботу початкова школа, у ній працювало 8 учителів. Наступного року школу перетворили у семирічну, відкрили бібліотеку, клуб, у якому стали працювати гуртки художньої самодіяльності, агіткультбригада, проводилися лекції, бесіди, демонструвалися кінофільми.
У листопаді 1947 року відновлено колгоспи. Спочатку в них об'єднувалось 36 бідняцьких і середняцьких господарств. На кінець 1948 року  — 300 господарств.
Весною 1947 в селі створено комсомольську організацію, 30 грудня 1949 року — партійну.
В селі було організовано масове агротехнічне навчання колгоспників, проводилися контрактація молодняка великої рогатої худоби для поповнення громадських ферм, будівництво колгоспних приміщень. Невдовзі члени артілей спорудили корівник, конюшню, телятник, свинарник, вівчарник. Жителі села виходили на недільники осушення боліт.
1950 року кричильські колгоспи об'єдналися в одне господарство. Збільшення прибутків, особливо за рахунок підвищення врожайності льону-довгунця, дозволило колгоспу збудувати нові тваринницькі приміщення, свою електростанцію в центрі села. У 1965 році сюди прибула меліоративна техніка. Лише за перший рік було осушено 450 га боліт, а всього за роки восьмої п'ятирічки — до 1 тис. га. На освоєння боліт витрачено 0,5 млн крб державних коштів.
На той час колгосп мав 28 тракторів, 14 комбайнів, 19 вантажних автомашин, багато інших машин. Трактори і екскаватори надійшли сюди з Харкова, комбайни — з Ростова-на-Дону, меліоративна техніка — з міст Білорусі. Тісні контакти підтримувало село з колгоспом ім. Жданова Бєлгородського району Бєлгородської області РРФСР. 1972 року села обмінялись делегаціями.
1965 року село підключили до електромережі Добротворської ДРЕС. Струм живив 42 колгоспні електромотори.
Багато колгоспників відзначено орденами і медалями. Колишнього голову колгоспу I. Г. Дзюбенка, ланкову Ю. В. Корзун, бригадира тракторної бригади I. М. Велесика нагороджено орденом Леніна, тракториста I. Б. Дудара, ланкову 0.Н. Банацьку — орденом Трудового Червоного Прапора, колгоспницю М. Л. Кику — орденом «Знак Пошани».
За післявоєнні роки збудовано 550 житлових будинків на 3—4 кімнати, у тому числі 64 — в роки восьмої п'ятирічки. В селі з'явилася ще одна вулиця — Нова. Село зв'язане автобусним сполученням з районним і обласним центрами. Збудовано телефонну станцію на 150 номерів, лазню, побутовий комбінат, у якому розмістились шевська, кравецька, годинникова майстерні, перукарня. Село повністю електрифіковано й радіофіковано.
У селі працювало 8 торговельних точок, у тому числі універмаг, магазин продуктових і господарських товарів. Через торговельні установи вони придбали 653 велосипеди, 102 мотоцикли, 2 легкові автомашини, 750 радіоприймачів, 170 телевізорів.
1953 року Кричильська семирічна школа стала середньою. В 1971—72 навчальному році в школі навчалося 825 учнів, працювало 42 вчителі. За післявоєнні роки восьмирічну освіту здобули 1030 дітей колгоспників, середню — 472. Багато з них стали висококваліфікованими спеціалістами. Характерним прикладом в цьому є сім'я Левчуків. Два їх сини закінчили інститути і працюють вчителями, дочка — інженером. Син колгоспника С. М. Банацький — архітектор. Батько колгоспника П. Ф. Бородавки, шукаючи кращої долі, виїхав за океан. А його онуки навчалися: Степан — у Київському медичному інституті, Микола — в політехнічному. В 1950 році колгосп не мав жодного спеціаліста, а в 1972 році тут працювало 3 агрономи, 2 зоотехніки, економіст-плановик. Було в селі три фельдшери, які обслуговували населення в двох медпунктах і пологовому відділенні. 130 малят виховалося в колгоспному дитсадку.
1956 року в Кричильську споруджено будинок культури на 450 місць. В окремих кімнатах працювали гуртки художньої самодіяльності, був створений духовий оркестр. Було в селі три бібліотеки, книжковий фонд яких становив 15 тис. примірників, кількість читачів — понад 2 тис. Сільські трудівники передплачували 1592 примірники газет і 650 журналів.
1950 року в селі побудовано колгоспний стадіон, наступного року створено футбольну команду. Вона є володарем кількох районних кубків, в 1969 році завоювала приз області, брала участь в зональних змаганнях на першість України серед сільських футбольних команд. У волейбольних іграх брали участь понад 100 юнаків і дівчат.
Період Перебудови приніс пожвавлення культурно-масової роботи і активізації суспільного життя людей, однак не виправдав очікувань.

### З 1990-х років
На початку 90-х років розпочинається занепад місцевого колгоспу, а потім майнове розпаювання. Більшість людей залишаються безробітними. Припиняє свою діяльність дитячий садочок (у зв'язку з відсутністю коштів на фінансування), швейна майстерня. Проте відкривається музична школа в будинку культури, де займається чимало дітей. З другої половини 90-х років ситуація суттєво не змінюється. На території ради утворюється три приватні підприємства: СГПП «Кричильськ», СФГ «Горинь», СФГ «Валентина». На території ради, крім згаданих підприємств, платниками податків до бюджету сільської ради є: «Чемерне-торф», МП «Україна», Великовербчанське споживче товариство, Кричильське лісництво Сарненського ДЛГ, три приватні торговельні точки і вісім підприємців. Удосконалює свою роботу будинок культури і бібліотека з надання послуг населенню.
Відповідно до Розпорядження Кабінету Міністрів України від 12 червня 2020 року № 722-р «Про визначення адміністративних центрів та затвердження територій територіальних громад Рівненської області» увійшло до складу Сарненської міської громади.

## Археологічні пам'ятки
На піщаних дюнах, поблизу села Кричильськ у 1951 р. В. І. Канівцем виявлено стоянку мезолітичної доби. Біля мосту по дорозі до с. Корост — поселення гребінцево-накольчастої кераміки, виявлене у 1929 році. Також тут розміщується давній курганний могильник. А на південь від села, на березі річки Мельниця — давньоруське городище, оточене земляним валом. Місцеві жителі так і називають цю місцевість — Городище.

## Населення
За переписом населення 2001 року в селі мешкала 2 781 особа.

### Мова
Розподіл населення за рідною мовою за даними перепису 2001 року:
| Мова       | Відсоток |
| ---------- | -------- |
| українська | 98,76 %  |
| російська  | 0,85 %   |
| молдовська | 0,07 %   |
| угорська   | 0,07 %   |
| білоруська | 0,04 %   |
| вірменська | 0,04 %   |
| румунська  | 0,04 %   |

## Культура, освіта, охорона здоров'я
На території ради створено культурно-дозвіллєвий комплекс, до якого входять:
- загальноосвітня школа;
- будинок культури;
- публічно-шкільна бібліотека.

У складі комплексу діють:
- народний фольклорно-етнографічний колектив «Горлиця»;
- дитячий зразковий фольклорно-етнографічний колектив «Джерельце»;
- хореографічний ансамбль;
- вокальний ансамбль;
- ансамбль естрадної музики;
- художнього читання;
- тенісний і більярдний зал;
- атлетний зал;
- ігровий зал.

Культурно-дозвіллєвий комплекс діє за єдиним комплексним планом роботи.
За період функціонування комплексом проведено чимало різних заходів, серед них популярними є:
- родинне свято «Наш весільний коровай»;
- Андріївські вечорниці;
- День села;
- святковий концерт до Дня Перемоги;
- мітинг — реквієм «Чорнобиль — біль, чорнобиль — пам'ять»;
- свято Коляди;
- проведено КВК юних інспекторів руху.

На території ради працюють:
- Кричильський загально-навчальний заклад I—III ступеня, де навчається 653 учні;
- загально-навчальні заклади I ступеня с. Поляна — 43 учні та с. Угли — 16 учнів;
- сільський Будинок культури в с. Кричильськ;
- сільський клуб с. Угли;
- публічно-шкільна бібліотека с. Кричильськ, філіал с. Угли;
- фельдшерсько-акушерські пункти в селах Кричильськ, Поляна, Угли.

На території ради політичних осередків немає.
Із релігійних громад діють:
- Українська православна церква (Московський патріархат) — 1;
- Християни віри євангельської — 2.

Місцеве самоврядування на території ради здійснюється територіальною громадою через сільську раду та її виконавчий орган. До складу ради обрано 20 депутатів. Виконавчий комітет складається із 9 осіб.

## Відомі люди

### Відомі уродженці села
- Банацький Кирило Павлович — дисидент, активіст підпільної організації «Об'єднання».
- Куліш-Зіньків Леонід Зіновійович — український поет-сатирик, гуморист.
- Сорока Семен Климович — боєць УПА, зв'язковий СБ ОУН[13].
- Тотовицький Андрій Олександрович — український футболіст.

### Проживали
- Гордасевич Галина Леонідівна — відома українська поетеса.
- Гордасевич Леонід Олександрович — священик, духівник УПА, багатолітній в'язень сумління радянських концтаборів.